# Endymion
Endymion, publicada en llengua anglesa el 1996, és la tercera novel·la de ciència-ficció de la tetralogia Els Cants d'Hiperió de l'escriptor Dan Simmons. Encara que no ha estat guardonada amb prestigiosos premis del gènere com la predecessora Hiperió, Endymion ha merescut el reconeixement dels seguidors de l'univers de ficció creat per Simmons.

## Trama
274 anys després de la caiguda d'Hyperion, l'Hegemonia s'ha transformat en una teocràcia regida per Pax, l'organització civico-militar de l'església catòlica, i que tem l'arribada d'un nou messies. Gràcies al cruciforme, la immortalitat és efectiva i la fe, universal.
La trama gira al voltant d'un jove pastor condemnat per assassinat, Raul Endymion, que haurà de protegir, amb l'androide Bettik, al nou messies: Aenea, filla del Poeta Keats, destinada a salvar la humanitat i que torna des del passat a les Tombes del Temps d'Hyperion. Raul i Aenea han de trobar el planeta Terra, desaparegut misteriosament, derrotar el TechnoCore, una aliança hostil i immensament poderosa d’intel·ligència artificial avançada; formar una amistat amb els estranys Ousters que habiten l'espai, i destruir Pax i enderrocar l'Església. Malauradament, Pax sap d'Aenea i envia al capità de Soya amb seva nau espacial ultraràpida per capturar-la i Raul, Aenea i Bettik fugen per una xarxa de portals interplanetaris. Finalment, un constructe invulnerable, enviat pel nucli del futur, per assassinar Aenea, però serà defensada per l'enigmàtic Shrike.